# Jean Roy
Pour les articles homonymes, voir Roy et Jean Roy (homonymie).

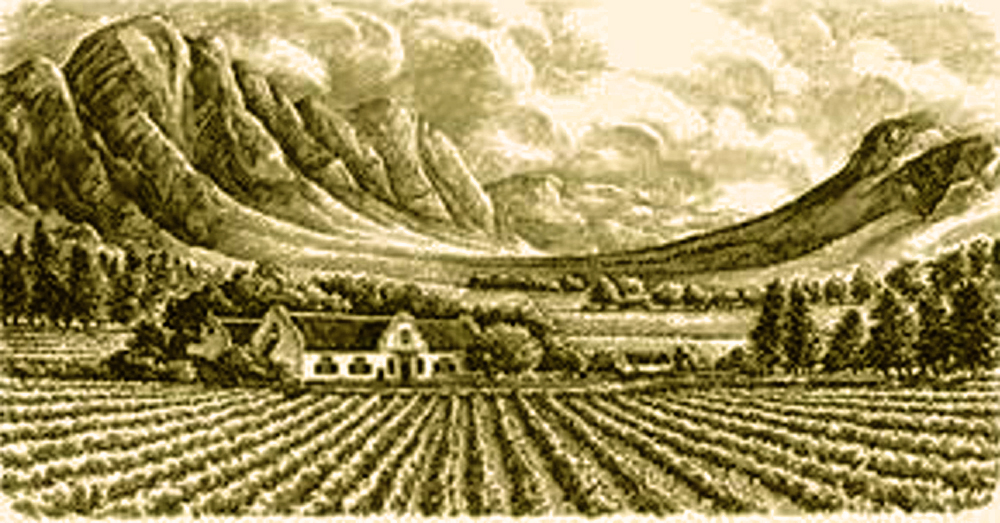
L'Ormarins Wine Estate au pied des montagnes Groot Drakenstein à Franschhoek

Jean Roy, dont le nom provençal était plus probablement Jean Rey, était un vigneron d'origine vaudoise, installé à Lourmarin dans le Luberon qui a émigré en 1688 en Afrique du Sud.

## Biographie
Trois ans après la révocation de l'édit de Nantes, Jean Roy a fui la France et rejoint les huguenots d'Afrique du Sud, dans la région de Franschhoek, près de Stellenbosch et du Cap, où il a fondé le domaine de L'Ormarins.
Jean et son frère Jacques Roy venaient du village de Lourmarin, dans le Vaucluse. Ils ont embarqué à Rotterdam à bord du Berg China, avec Pierre Joubert huguenot originaire de La Motte-d'Aigues, situé à 10 kilomètres de Lourmarin, et sont arrivés au Cap six semaines plus tard, le 4 août 1688. 
Deux autres des 178 premiers huguenots d'Afrique du Sud venaient de Lourmarin, Jeanne Cordier et Jeanne Mille. Cinq venaient de Cabrières-d'Aigues, dix de La Motte-d'Aigues, quatre de Lacoste, deux de La Roque d'Antheron, un de Sivergues et onze de Saint-Martin-de-la-Brasque, soit 37 exilés du Luberon. Le domaine sud-africain de Haute Cabrière s'inspire de celui de Cabrières-d'Aigues.
Dès 1694, il avait replanté 4000 plants de Chardonnay au pied de la montagne du Drakenstein.
Jean Roy a épousé en 1712 Marie-Catherine Lefébure, qui venait aussi de Provence, après un premier mariage avec Jeanne Jolly.
Son nom s'est éteint en Afrique du Sud, l'un de ses fils n'ayant eu que deux filles.

## Le domaine de L'Ormarins
Jean Roy  a revendu son domaine à Pierre Joubert vers 1712, ce qui a agrandi le domaine viticole de La Motte, fondé par Pierre Joubert.
Cette propriété sera rachetée au XXe siècle par le milliardaire afrikaaner Anton Rupert, qui en fit en 1969 la première pierre d'un empire devenu numéro deux mondial du luxe derrière LVMH. L'actuel propriétaire est sa fille, la mezzo-soprano Hanneli Koegelenberg.